# Oksana Rajyhel
Oksana Rajyhel, född 24 februari 1977 i Zaporizjzja, Ukrainska SSR, Sovjetunionen, är en ukrainsk handbollsspelare.
Hon tog OS-brons i damernas turnering i samband med de olympiska handbollstävlingarna 2004 i Aten.